# Cato Azul
|  | Sammenskrivningsforslag Artiklerne Mads B.B. Krog, Cato Azul er foreslået sammenskrevet. (Siden februar 2021) Diskutér forslaget |

Cato Azul er et pseudonym for den danske producer Mads B.B Krog, også kendt fra gruppen Crispy, og andre producernavne. Cato Azuls første single "Samba Negro" var en tribal house single som blev trykt på 500 whitelabel vinyler, og promoveret verden over med support fra amerikanske Brian Tappert (Jazz N Groove), Roger Sanchez, samt franske Kid Crème og Junior Jack. Anden single var "La Guitarra" som havde en spansk guitar som hovedinstrument, blev indspillet af danske Kaare Norge. Cato Azul remixer ellers Inez, samt Infernal. Cato Azul var et projekt stiftet i samarbejde med pladeselskabsguruen Alonso Gonzalez. Han startede "Faderz Records" hvor singlen "Samba Negro" var den første release i 2004.
 Der er for få eller ingen kildehenvisninger i denne artikel, hvilket er et problem. Du kan hjælpe ved at angive troværdige kilder til de påstande, som fremføres i artiklen.